# Favorite Crime
«Favorite Crime» (estilizado en minúsculas) es una canción grabada por la cantautora estadounidense Olivia Rodrigo. Es el décimo tema del álbum debut de Rodrigo Sour, que fue lanzado el 21 de mayo de 2021 a través de Geffen Records. Es una balada folk-pop e indie pop, escrita por Rodrigo y su productor Dan Nigro.
Tras su lanzamiento, la canción se ubicó entre los 10 primeros en Nueva Zelanda e Irlanda, y entre los 20 primeros en Australia, Canadá, Reino Unido y los Estados Unidos. La canción también fue certificada Oro en Australia y Nueva Zelanda. Se presentó por primera vez en vivo el 25 de mayo de 2021 como parte de la serie Lift de Vevo.

## Antecedentes y lanzamiento
La cantautora estadounidense Olivia Rodrigo lanzó su sencillo debut «Drivers License» en enero de 2021, con gran éxito de la crítica. El 1 de abril de 2021, Rodrigo anunció que su álbum debut, en ese momento conocido con el título *O*R, se lanzaría el 21 de mayo de 2021. El 13 de abril, Rodrigo confirmó que el título del álbum sería Sour. Junto con la confirmación, se reveló la lista de canciones, que incluía «Favorite Crime» como la décima canción.
Se lanzó como parte de Sour el 21 de mayo de 2021, junto con un vídeo lírico.

## Composición y promoción
«Favorite Crime» fue escrito por Rodrigo y Dan Nigro en 2020. La canción es una balada folk-pop e indie pop simplificada. Tiene una duración total de 2 minutos y 32 segundos. El tema presenta a Rodrigo «cantando sobre figuras de guitarra tocadas con los dedos en un estilo dulcemente folklórico». La letra se centra en «la reflexión sobre señales de alerta evidentes que solo se revelan en su verdadera magnitud cuando se ven con la perspectiva del tiempo». La canción ha sido comparada con los álbumes Folklore y Evermore de 2020 de la cantautora estadounidense Taylor Swift, y las armonías se han comparado con las de «Royals» (2013) de la cantautora neozelandesa Lorde. Fue interpretada por primera vez el 25 de mayo de 2021, como parte de la serie Lift de Vevo . En la presentación, Rodrigo canta la canción mientras está en una azotea, junto a coristas y un guitarrista.

## Rendimiento comercial
En Estados Unidos, en la semana del 5 de junio de 2021, «Favorite Crime» debutó en el puesto número 18 del Billboard Hot 100, acompañado de otros 10 temas en Sour. La semana siguiente, ascendió al puesto número 16. Cayó al puesto número 26 en la semana del 19 de junio y al puesto número 43 la semana siguiente. Ha pasado un total de 11 semanas en las listas. En el Rolling Stone Top 100, fue una de las nueve canciones de Sour que se ubicó en el top 10, debutando en el número 8, vendiendo 166 800 unidades con 20,8 millones de reproducciones en su primera semana. Subió al número 6 la semana siguiente, con 149 100 unidades vendidas y 18,8 millones de reproducciones; ha pasado 11 semanas en el Rolling Stone Top 100 y todavía se encontraba en las listas en agosto de 2021. Debutó en el número 8 en la lista Streaming Songs, donde finalmente alcanzó el puesto número 6. A nivel internacional, alcanzó el puesto número 6 en Nueva Zelanda,  número 8 en Irlanda,  número 13 en Australia,  14 en Canadá, 17 en el Reino Unido,  21 en Noruega,  y 76 en Suecia.  La canción también alcanzó el puesto número 14 en la lista Global 200 de Billboard. La canción ha sido certificada Platino en Canadá por Music Canada, triple Platino en Australia por la Asociación Australiana de la Industria Discográfica (ARIA) y doble Platino en Nueva Zelanda por Recorded Music NZ .  

## Recepción crítica
Bobby Oliver, escribiendo para Spin, describió «Favorite Crime» como «magnífica» y «sorprendente», mientras que Maura Johnston de Entertainment Weekly calificó las armonías como «espectrales». Sin embargo, la crítica de Billboard Larisha Paul clasificó la canción en último lugar de las 11 canciones de Sour.

## Créditos y personal
Créditos adaptados de las notas del álbum Sour y Tidal.

### Grabación
- Grabado en Amusement Studios (Los Ángeles)
- Mezclado en SOTA Studios (Los Ángeles)
- Masterizado en Sterling Sound (Nueva York)

### Personal
- Olivia Rodrigo – voz, composición, arreglos vocales
- Dan Nigro – composición, producción, grabación, arreglos vocales, guitarra acústica, bajo, Juno 60
- Randy Merrill – masterización
- Mitch McCarthy – mezcla
- Ryan Linvill – saxofón, asistente de ingeniería
- Kathleen – arreglo vocal

## Listas

### Listas semanales
| Lista (2021)                       | Mejor posición |
| ---------------------------------- | -------------- |
| Australia (ARIA)                   | 13             |
| Canadá (Canadian Hot 100)          | 14             |
| Global 200 (Billboard)             | 14             |
| Irlanda (IRMA)                     | 8              |
| Países Bajos (Mega Single Top 100) | 47             |
| Nueva Zelanda (Recorded Music NZ)  | 6              |
| Portugal (AFP)                     | 13             |
| Suecia (Sverigetopplistan)         | 76             |
| Reino Unido (UK Singles Chart)     | 17             |
| Estados Unidos (Billboard Hot 100) | 16             |

## Certificaciones
| País           | Organismo certificador | Certificación  | Ventas certificadas | Ref.   |
| -------------- | ---------------------- | -------------- | ------------------- | ------ |
| Australia      | ARIA                   | 3 x Platino    | 210 000             | [ 23 ] |
| Canadá         | Music Canada           | Platino        | 80 000              | [ 24 ] |
| Brasil         | Pro-Música Brasil      | Diamante       | 160 000             | [ 25 ] |
| México         | AMPROFON               | 2x Platino+Oro | 350 000             | [ 26 ] |
| Estados Unidos | RIAA                   | 3x Platino     | 3 000 000           | [ 27 ] |
| Nueva Zelanda  | RMNZ                   | 2x Platino     | 60 000              | [ 28 ] |
| Reino Unido    | BPI                    | Platino        | 600 000             | [ 29 ] |